# Sierra de Ambato
La sierra de Ambato, es una formación montañosa ubicada en las provincias de Catamarca y La Rioja, Argentina. Su zona superior es ancha, y en su zona norte la altitud media es de unos 4.000 metros.
La sierra se encuentra orientada en dirección noreste-suroeste, desde la ciudad de San Fernando del Valle de Catamarca en el sur hasta el noreste de la ciudad de La Rioja. 
Entre la sierra de Ambato por el oeste y la sierra de Ancasti por el este se encuentra el Valle de San Fernando. Las dos sierras pertenecen a las denominadas Sierras Pampeanas, que fueron formadas por rocas del macizo de Brasilia que se partieron durante la era primaria y sufrieron procesos de ascensión durante el período terciario.